# Рицоло (Бергамо)
Рицоло је насеље у Италији у округу Бергамо, региону Ломбардија.
Према процени из 2011. у насељу је живело 97 становника. Насеље се налази на надморској висини од 570 м.